# Korçë
Korçë (græsk: Koritza) (makedonsk: Gorica (Navnet kommer fra det slaviske ord "Gora" som betyder bjerg)   er en by i det østlige Albanien. Den var hovedby i det tidligere distrikt Korçë og er hovedstad i præfekturet Korçë af samme navn. Byen har 51.152(2011) indbyggere.
Korçë er omgivet af et frugtbart landbrugsområde og har bl.a. levnedsmiddel- og tekstilindustri. Byen ligger 800 m over havets overflade.
I 1300-tallet var Korçë bortforlenet. I perioden fra 1600 til 1800 blev byen en vigtig handelsby, og den første albanske skole blev grundlagt i 1889. Byen blev et vigtigt støttepunkt under Albaniens uafhængighedskamp mod tyrkerne, og byen havde mange helte blandt dens indbyggere, bl.a. Themistokli Germenji og Mihal Grameno. Byen var besat af græske tropper fra 1912 til 1914, da Grækenland gjorde krav på byen pga. det græske mindretal i det sydlige Albanien. I Grækenland kaldes det sydligste Albanien med Korçë (græsk: Kortiza) og Gjirokastër (græsk: Argyrokastro) også for Nordepirus og anses for at være en tabt del af den græske provins Epirus. Området var besat af franske tropper fra 1916 til 1920, men blev, ved stormagternes mellemkomst, til sidst givet til Albanien. Korçë var kortvarigt besat af græske tropper under Mussolinis fejlslagne invasion af Grækenland under 2. verdenskrig, idet grækerne i starten af krigen pressede de italienske tropper tilbage over grænsen til det italiensk-kontrollerede Albanien. 
Selvom om størstedelen af Albanien er muslimsk, findes der også (græsk-)ortodokse kristne i byen, og byen er hjemsted for et græsk mindretal. 
Bybilledet domineres af en moske fra 1500-tallet og flere moderne administrationsbygninger.
- Wikimedia Commons har flere filer relateret til Korçë

1. 1 2  Albania: Prefectures and Major Cities - Population Statistics, Maps, Charts, Weather and Web Information, Citypopulation.de, hentet 20. juli 2024 (fra Wikidata).